# Copa dos Quatro Continentes de Ginástica
A Copa dos Quatro Continentes de Ginástica refere-se a duas competições distintas, organizadas por diferentes federações em diferentes disciplinas. Na ginástica rítmica, os torneios foram organizados de 1978 a 2001 pela Federação Internacional de Ginástica. Na ginástica estética de grupo, os torneios são organizados pela Federação Internacional de Ginástica Estética de Grupo desde 2014. Os eventos reúnem competidores de quatro continentes diferentes: África, Américas, Ásia e Oceania.

## Ginástica rítmica
A Copa dos Quatro Continentes de Ginástica Rítmica foi um torneio bienal de ginástica rítmica proposto à Federação Internacional de Ginástica (FIG) por membros das federações de ginástica da Nova Zelândia e Canadá. O objetivo era fornecer um evento correspondente ao Campeonato Europeu de Ginástica Rítmica como uma chance para ginastas rítmicas de nações não europeias competirem internacionalmente. A primeira edição da Copa dos Quatro Continentes foi organizada em 1978 em Toronto, Canadá. A última edição do torneio foi realizada em Curitiba, Brasil, em 2001 Todas as edições dos campeonatos foram organizadas oficialmente pela FIG.

## Edições
| Year | Edition | Event                                                    | Location       |
| ---- | ------- | -------------------------------------------------------- | -------------- |
| 1978 | I       | Copa dos Quatro Continentes de Ginástica Rítmica de 1978 | Toronto        |
| 1980 | II      | Copa dos Quatro Continentes de Ginástica Rítmica de 1980 | Rio de Janeiro |
| 1982 | III     | Copa dos Quatro Continentes de Ginástica Rítmica de 1982 | Auckland       |
| 1984 | IV      | Copa dos Quatro Continentes de Ginástica Rítmica de 1984 | Indianapolis   |
| 1986 | V       | Copa dos Quatro Continentes de Ginástica Rítmica de 1986 | Melbourne      |
| 1988 | VI      | Copa dos Quatro Continentes de Ginástica Rítmica de 1988 | Toronto        |
| 1990 | VII     | Copa dos Quatro Continentes de Ginástica Rítmica de 1990 | Tóquio         |
| 1992 | VIII    | Copa dos Quatro Continentes de Ginástica Rítmica de 1992 | Pequim         |
| 1994 | IX      | Copa dos Quatro Continentes de Ginástica Rítmica de 1994 | Seul           |
| 1995 | X       | Copa dos Quatro Continentes de Ginástica Rítmica de 1995 | Cairo          |
| 1997 | XI      | Copa dos Quatro Continentes de Ginástica Rítmica de 1997 | Sydney         |
| 1999 | XII     | Copa dos Quatro Continentes de Ginástica Rítmica de 1999 | Jacksonville   |
| 2001 | XIII    | Copa dos Quatro Continentes de Ginástica Rítmica de 2001 | Curitiba       |

### Medalhistas do individual geral
| Ano  | Local          | Ouro             | Prata                  | Bronze          | Ref.   |
| 1978 | Toronto        | Debbie Bryant    | Jana Lazor             | Sue Soffe       | [ 5 ]  |
| 1980 | Rio de Janeiro | Michio Ota       | Sue Soffe Kimie Kimura | —               | [ 6 ]  |
| 1982 | Auckland       | Hiroko Yamazaki  | Lori Fung              | Tomoko Tomita   | [ 7 ]  |
| 1984 | Indianapolis   | Lori Fung        | Chieko Hirose          | Xia Yanfei      | [ 8 ]  |
| 1986 | Melbourne      | Lori Fung        | Xia Yanfei             | He Xiaomin      | [ 9 ]  |
| 1988 | Toronto        | Lori Fung        | Michelle Berube        | Erika Akiyama   | [ 10 ] |
| 1990 | Tóquio         | Erika Akiyama    | Mary Fuzesi            | Li Gong-hui     | [ 11 ] |
| 1992 | Pequim         | Guo Sasha        | Bai Mei                | Han Yang-ok     | [ 12 ] |
| 1994 | Seul           | Miho Yamada      | Zhou Xiaojing          | Camille Martens | [ 13 ] |
| 1995 | Cairo          | Kasumi Takahashi | Zhou Xiaojing          | Akane Yamao     | [ 14 ] |
| 1997 | Sydney         | Yukari Murata    | Rieko Matsunaga        | Zhou Xiaojing   | [ 15 ] |
| 1999 | Jacksonville   | Yukari Murata    | Rieko Matsunaga        | Erika Stirton   | [ 16 ] |
| 2001 | Curitiba       | Mary Sanders     | Sun Dan                | Anahí Sosa      | [ 17 ] |

## Ginástica estética de grupo
Os Campeonatos dos Quatro Continentes de Ginástica Estética de Grupo são organizados e sancionados pela Federação Internacional de Ginástica Estética de Grupo (IFAAG).

### Edições
| Ano  | Evento                                                              | Local     | Ouro                         | Prata                        | Bronze                       | Ref.                 |
| 2014 | 1º Campeonato dos Quatro Continentes de Ginástica Estética de Grupo | Toronto   | Canadá · Expressões Rítmicas | Japão · Team Shoin           | Canadá · Jusco               | [ 18 ]               |
| 2015 | 2º Campeonato dos Quatro Continentes de Ginástica Estética de Grupo | Nagano    | Japão · Team Japan           | Japão · Team Shoin           | Canadá · Expressões Rítmicas | [ 19 ] [ 20 ] [ 21 ] |
| 2017 | 3º Campeonato dos Quatro Continentes de Ginástica Estética de Grupo | Chicago   | Japão · JWCPE AGG Team       | Canadá · Expressões Rítmicas | Brasil · Marrie Cotia        | [ 22 ]               |
| 2019 | 4º Campeonato dos Quatro Continentes de Ginástica Estética de Grupo | Singapura | Japão · Team Japan           | Japão · JWCPE AGG Team       | Canadá · Expressões Rítmicas | [ 23 ]               |